# Dichotomius geminatus
Dichotomius geminatus là một loài bọ cánh cứng trong họ Bọ hung (Scarabaeidae).